# 洪廷昊
洪廷昊（韓語：홍정호，1974年5月6日—），韓國女子手球運動員，亦是韓國國家女子手球隊隊員。
2008年，弘定昊代表韩国參加中國北京舉行的奥林匹克运动会女子手球比賽，最終贏得一面銅牌。